# Cleyera velutina
Cleyera velutina är en tvåhjärtbladig växtart som beskrevs av B. Bartholomew. Cleyera velutina ingår i släktet Cleyera, och familjen Pentaphylacaceae. Inga underarter finns listade i Catalogue of Life.